# Staro Selo (Prokuplje)
Pour les articles homonymes, voir Staro Selo.
Staro Selo (en serbe cyrillique : Старо Село) est un village de Serbie situé dans la municipalité de Prokuplje, district de Toplica. Au recensement de 2011, il comptait 20 habitants.

## Démographie
| 1948 | 1953 | 1961 | 1971 | 1981 | 1991 | 2002 | 2011 |
| ---- | ---- | ---- | ---- | ---- | ---- | ---- | ---- |
| 148  | 151  | 111  | 102  | 65   | 45   | 29   | 20   |

|  |